# Pyra Labs
Pyra Labs是一个美国软件公司，于1999年發布Blogger。Pyra Labs在2003年被Google收購。

## History
Pyra是由伊凡·威廉斯和梅根‧侯莉嫻所共同創立的。這間公司的第一項產品，同時也叫做「Pyra」，是一個結合了專案管理器、聯絡人管理器和待辦清單的網路應用程式。1999年，雖然仍處於測試階段，但Pyra的基本功能被重新用於內部工具，而該工具最後成為了Blogger。這個服務在1999年8月時提供給大眾。其中大部分編碼由Paul Bausch和Matthew Haughey完成。
最初，Blogger是完全免費的，並且並沒有商業模型. 2001年1月，Pyra要求Blogger用戶捐款，用來購買新的伺服器。當公司的創業基金幾乎在同一時間枯竭時，員工連續數個禮拜有時甚至數個月無薪地工作。但這並不能持續下去，而最終威廉斯面臨著大規模罷工，罷工的人包括共同創始人梅根‧侯莉嫻。威廉斯實際上是獨自經營這家公司，直到Trellix的創始人丹‧布里克林意識到Pyra的情況後，他才能夠獲得投資。最終出現了有廣告支持的 Blogspot和Blogger Pro。
在2002年，Blogger被完全重寫，目的是為了能夠將Blogger的許可給其他公司使用，其中第一家是巴西的環球集團。
在2003年，Pyra被Google收購。